# Frogs Legnano 1998
Questa voce raccoglie le informazioni riguardanti i Frogs Legnano nelle competizioni ufficiali della stagione 1998.

## Roster
| Roster dei Frogs Legnano (1998) |
| --- |
| Quarterback - 9 Matteo Salmini - 12 Michael Curtius - -- Terry Peebles Running Back - 24 Enzo Petrillo - 34 Gianluca Orrigoni - 43 Stefano Leigheb - 44 Stefano Elisir Wide Receiver - 7 Walter Natali WR/DB - 15 Fabio Norcini WR/SS - 17 Aldo Mario Fei WR/QB - 82 Stefano Burattin - 85 Davide Acquati - 86 Maurizio Barbotti - 88 Andrea Crugnola Tight End - 8 Max Bertolani - 70 Tommaso Magagnini TE/OL - 87 Andrea Mariani TE/QB Offensive Linemen - 50 Marco Martella OT - 55 Domenico Bellarosa C - 61 Andrea Vecchi C - 64 Raffaele Gerardi OG/C - 66 Mauro Goldin OT - 71 Roberto Gestori C - 72 Bruno Gobbo OG - 73 Placido Massella OT/DT - 74 Alessandro Bondioli OT - 77 Giovanni Fumarola OT Defensive Linemen - 41 Carlo Mariani DE - 75 Fulvio Rusconi DE/P - 76 Flavio Moiraghi DT - 78 Giuseppe Campanini DE - 92 Gianmaria Tarchiani DE/LB - 95 Simone Mereu DE/NT - 98 Marco Mereu DT - 99 Giacomo Cranchi NG - -- Luca Giotto DE/LB - -- Giuseppe Piantieri DT Linebacker - 16 Matthew Haff LB/WR - 35 Mario Carimati LB/SS - 42 Attilio Castiglioni - 44 Leonardo Galvan - 47 Antonio Pauletto - 51 Mario Rossi - 52 Davide Buzzi - 57 Claudio Ortica LB/DE - 58 Dario Castellanza - 86 Ottavio Carnelli LB/TE - -- Luca Valentini Defensive Back - 2 Simone De Martin - 22 Carlo Longo CB/SS - 23 Paolo Verrini CB/K - 25 Walter Talone FS - 27 Francesco Caputo CB/SS - 37 Omar Frontini - 48 Gianluca Giupponi CB - -- Andrea Lualdi CB/SS Special Team Coaching staff - Paolo Giacomelli |

## Campionato Golden League FIAF 1998

### Stagione regolare
| Ancona 14 marzo 1998 1ª giornata | Multicargo Dolphins Ancona | 22 – 19 referto | Frogs Legnano | Stadio Dorico, via della Vittoria |

| Osio Sotto 22 marzo 1998 2ª giornata | Catellani & Smith Lions Bergamo | 36 – 27 referto | Frogs Legnano | Campo Comunale |

| Legnano 29 marzo 1998 3ª giornata | Frogs Legnano | 49 – 0 referto | Città di Catania Elephants Catania | Stadio Giovanni Mari, via C. Pisacane |

| Legnano 19 aprile 1998 4ª giornata | Frogs Legnano | 29 – 28 referto | Cardinals Palermo | Stadio Giovanni Mari, via C. Pisacane |

| Legnano 26 aprile 1998 5ª giornata | Frogs Legnano | 21 – 6 referto | The World Giants Bolzano | Stadio Giovanni Mari, via C. Pisacane |

| Milano 2 maggio 1998 6ª giornata | Rhinos Milano | 15 – 59 referto | Frogs Legnano | Arena Civica |

| Legnano 10 maggio 1998 7ª giornata | Frogs Legnano | 19 – 0 referto | Gladiatori Roma | Stadio Giovanni Mari, via C. Pisacane |

| San Lazzaro di Savena 23 maggio 1998 8ª giornata | Carisbo Lar Prasmatic Phoenix Bologna | 21 – 24 referto | Frogs Legnano | Stadio J.F. Kennedy |
| \| \| \| \| \| ? (1q) (TD) ? (1q) (pat) ? (1q) (TD) ? (1q) (pat) ? (3q) (TD) ? (3q) (pat) \| Marcatori \| Barbotti (1q) (TD) pass Burattin (1q) (TD) pass Burattin (1q) (tpc) pass Peebles (2q) (TD) run Burattin (2q) (pat) Burattin (2q) (FG) \| |                                       | |               |                     |
| |                                       | |               |                     |
| ? (1q) (TD) ? (1q) (pat) ? (1q) (TD) ? (1q) (pat) ? (3q) (TD) ? (3q) (pat) | Marcatori                             | Barbotti (1q) (TD) pass Burattin (1q) (TD) pass Burattin (1q) (tpc) pass Peebles (2q) (TD) run Burattin (2q) (pat) Burattin (2q) (FG) |               |                     |

| Catania 30 maggio 1998 9ª giornata | Città di Catania Elephants Catania | 0 – 61 referto | Frogs Legnano | Stadio Santa Maria Goretti, via Santa Maria Goretti |

| Legnano 14 giugno 1998 10ª giornata                                                                      | Frogs Legnano | 7 – 3 referto | Catellani & Smith Lions Bergamo | Stadio Giovanni Mari, via C. Pisacane |
| \| \| \| \| \| Barbotti (2q) (TD) 9yd pass da Peebles Burattin (2q) (pat) \| Marcatori \| ? (1q) (FG) \| |               |               |                                 |                                       |
| |               |               |                                 |                                       |
| Barbotti (2q) (TD) 9yd pass da Peebles Burattin (2q) (pat)                                               | Marcatori     | ? (1q) (FG)   |                                 |                                       |

### Playoff
| Legnano 4 luglio 1998 Semifinale | Frogs Legnano | 43 – 15 referto                                                                                              | Carisbo Lar Prasmati Phoenix Bologna | Stadio Giovanni Mari, via C. Pisacane |
| \| \| \| \| \| Leigheb (2q) (TD) 20yd run Burattin (2q) (pat) Burattin (2q) (TD) 82yd pass da Curtius Burattin (2q) (pat) Orrigoni (3q) (TD) 4yd run Burattin (3q) (pat) Barbotti (3q) (TD) 16yd pass da Curtius Burattin (3q) (pat) Barbotti (4q) (TD) 27yd pass da Curtius Burattin (4q) (pat) Petrillo (4q) (TD) 34yd run Burattin (4q) (tpc) pass \| Marcatori \| Panzani (2q) (FG) 24yd field goal Piva (4q) (TD) 14yd pass da Cassano Piva (4q) (TD) 30yd lateral da Panzani \| |               | |                                      |                                       |
| |               | |                                      |                                       |
| Leigheb (2q) (TD) 20yd run Burattin (2q) (pat) Burattin (2q) (TD) 82yd pass da Curtius Burattin (2q) (pat) Orrigoni (3q) (TD) 4yd run Burattin (3q) (pat) Barbotti (3q) (TD) 16yd pass da Curtius Burattin (3q) (pat) Barbotti (4q) (TD) 27yd pass da Curtius Burattin (4q) (pat) Petrillo (4q) (TD) 34yd run Burattin (4q) (tpc) pass | Marcatori     | Panzani (2q) (FG) 24yd field goal Piva (4q) (TD) 14yd pass da Cassano Piva (4q) (TD) 30yd lateral da Panzani |                                      |                                       |

| Catania 18 luglio 1998 XVIII Superbowl italiano | Frogs Legnano | 28 – 29 referto | Catellani & Smith Lions Bergamo | Stadio Santa Maria Goretti, via Santa Maria Goretti (3.000 spett.) |
| \| \| \| \| \| Barbotti (1q) (TD) 17yd pass da Curtius Petrillo (2q) (TD) 3yd run Mariani A. (2q) (pat) Orrigoni (3q) (TD) 1yd run Haff (3q) (tpc) pass da Curtius Orrigoni (4q) (TD) 7yd run \| Marcatori \| Alalampi (1q) (TD) 13yd pass da Crowley Rocchetti (1q) (tpc) pass da Crowley Rocchetti (2q) (TD) 13yd pass da Crowley Magni (2q) (pat) Crowley (3q) (TD) 20yd run Magni (3q) (pat) Crowley (4q) (TD) 1yd run Magni (4q) (pat) \| |               | |                                 |                                                                    |
| |               | |                                 |                                                                    |
| Barbotti (1q) (TD) 17yd pass da Curtius Petrillo (2q) (TD) 3yd run Mariani A. (2q) (pat) Orrigoni (3q) (TD) 1yd run Haff (3q) (tpc) pass da Curtius Orrigoni (4q) (TD) 7yd run | Marcatori     | Alalampi (1q) (TD) 13yd pass da Crowley Rocchetti (1q) (tpc) pass da Crowley Rocchetti (2q) (TD) 13yd pass da Crowley Magni (2q) (pat) Crowley (3q) (TD) 20yd run Magni (3q) (pat) Crowley (4q) (TD) 1yd run Magni (4q) (pat) |                                 |                                                                    |

## Statistiche di squadra
| Competizione | %Vittorie | In casa | In casa | In casa | In casa | In casa | In casa | In trasferta | In trasferta | In trasferta | In trasferta | In trasferta | In trasferta | Totale | Totale | Totale | Totale | Totale | Totale |
| Competizione | %Vittorie | G       | V       | N       | P       | Pf      | Ps      | G            | V            | N            | P            | Pf           | Ps           | G      | V      | N      | P      | Pf     | Ps     |
| ------------ | --------- | ------- | ------- | ------- | ------- | ------- | ------- | ------------ | ------------ | ------------ | ------------ | ------------ | ------------ | ------ | ------ | ------ | ------ | ------ | ------ |
| Campionato   | 0.800     | 5       | 5       | 0       | 0       | 125     | 37      | 5            | 3            | 0            | 2            | 190          | 94           | 10     | 8      | 0      | 2      | 315    | 131    |
| Playoff      | 0.500     | 1       | 1       | 0       | 0       | 43      | 15      | 1            | 0            | 0            | 1            | 28           | 29           | 2      | 1      | 0      | 1      | 71     | 44     |
| Totale       | 0.692     | 6       | 6       | 0       | 0       | 168     | 52      | 6            | 3            | 0            | 3            | 218          | 123          | 12     | 9      | 0      | 3      | 386    | 175    |